# Општина Демир Хисар
Општина Демир Хисар је једна од 9 општина Пелагонијског региона у Северној Македонији. Седиште општине је истоимени градић Демир Хисар.

## Положај
Општина Демир Хисар налази се у југозападном делу Северне Македоније. Са других страна налазе се друге општине Северне Македоније:
- север — Општина Кичево
- североисток — Општина Крушево
- исток — Општина Могила
- југ — Општина Битољ
- југозапад — Општина Ресан
- запад — Општина Охрид
- југ — Општина Дебарца

## Природне одлике
Рељеф: Општина Демир Хисар заузима истоимену планинску област, која се пружа западно од Пелагоније. Област Демир Хисар се приближно поклапа са подручјем општине. Подручје општине је на знатној надморској висини — ту се налазе планина Баба и Илинска и Плакенска планина. Све планине су богате гвозденом рудом, па је област због тога носила кроз историју име Железник или Железнец, које се мењало у зависности од владара и раздобља. Сам назив Демир Хисар је турско име ове области.
Клима у општини влада оштрија варијанта умерене континенталне климе због знатне надморске висине.
Воде: Црна Река, која извире овде, је једини већи водоток у општини, а сви мањи водотоци се уливају у ову реку.

## Становништво
Општина Демир Хисар имала је по последњем попису из 2002. г. 9.497 ст., од чега у седишту општине, граду Демир Хисару, 2.593 ст. (27%). Општина је ретко насељена, а сеоско подручје је још ређе насељено.
Национални састав по попису из 2002. године био је:
|           | Број  | Постотак |
| Укупно    | 9.497 | 100%     |
| Македонци | 9.179 | 96,7%    |
| остали    | 318   | 3,3%     |

## Насељена места
У општини постоји 41 насељено места, једно градско (Демир Хисар), а осталих 40 са статусом села:
| - Демир Хисар - Бабино - Базерник - Бараково - Белче - Бојиште | - Брезово - Вардино - Велмевци - Вирово - Големо Илино - Грајиште | - Доленци - Жван - Железнец - Журче - Загориће - Јединаковци | - Зашле - Кочиште - Кутретино - Лесково - Мало Илино - Мренога | - Ново Село - Обедник - Прибилци - Радово - Ракитница - Растојца | - Света - Сладујево - Слепче - Слојештица - Смиљево - Сопотница | - Стругово - Суво Грло - Суводол - Утово - Церово |  |

## Познате личности
- Стеван Недић Ћела, српски четнички војвода у Старој Србији и Македонији
- Фидан Вељковић, српски грађевински предузимач, који је у Београду изградио Трећу (бившу Осму) београдску гимназију и Скупштину Србије (бившу Скупштину Југославије), до нивоа првог спрата. Рођен око 1860. у Сувом Грлу (од оца Вељка Танасковића и мајке Диљане), а умро у Београду 1915. од тифуса, као српски војник-трећепозивац.